# كمب سدلار (بالا لاريجان)
کمب سدلار (بالفارسية: کمپ سدلار) هي قرية تقع في إيران في قسم بالا لاریجان الريفي. يقدر عدد سكانها بـ 187 نسمة .